# Szimpátiatan
A szimpátia tana olyan ókori eredetű tanítás, mely a csillagok, ásványok, az állatvilág, a növényvilág és az emberek közti szimpátiákat és antipátiákat vizsgálja. A szimpátiatannak megfelelően, a drágaköveket, a féldrágaköveket és a ritka ásványokat már a babilóniaiak óta nagyra becsülték, mint a kozmikus erők koncentrátumát. Plinius többször is kifejtette, hogy művét ezen kozmikus törvény feltárásának szenteli. Ezt a tanítást átvette a középkori orvostudomány, gyógyszerészet, alkímia, heraldika stb. is.
A szimpátiatan a racionális és tudományos elméletek előtt kísérlet volt arra, hogy olyan átfogó törvényszerűséget találjanak, mellyel magyarázatot lehet adni a világot működtető erőkre és okokra. Cicero De natura Deorum című írásában úgy vélte, hogy: „A világrészek egymás iránti harmóniája nem volna lehetséges, ha nem tartaná őket össze valamilyen isteni szellem. Ebből kiindulva az emberek meg voltak győződve arról, hogy elérhetik a szimpátiahatásokat: ha a létező egyik felét pathoszba [indulat, érzés] helyezik, akkor a másik felén is a művészihez hasonló, vele analóg pathosz következik be. Ez az analógiavarázs: elbeszélnek és megjelenítenek általa valami történetet vagy egy ahhoz hasonlót hoznak lére és ez ex opere operato előidézi a kívánt analogont”.
A görög szimpátia szó értelme 'részvét', mely átvitt értelemben oka a kettős hatásoknak (például a sebre jótékony hatással van a kenőcs és az a fegyver is, amely azt ütötte) és mindenféle kiterjedt hatásoknak is (például a mágnes vonzza a vasat, a Hold a tenger vizeit).
Fontos szerephez jut Empedoklésznél (gyűlölet és szeretet, szimpátia és antipátia), a sztoában (sztoicizmus), az újplatonizmusban (Plótinosz szerint a világtest részei a harmonikus rokonság révén feloldhatatlan kapcsolatban vannak egymással), a mantikában (mint a megfigyelt irracionális összefüggések magyarázata), a varázsigékben (a mágikus cselekvések hatásában), a népi orvoslásban stb. Fontos része volt Plutarkhosz Symposienjének, Aelianus természetrajzi munkáinak, Athenaiosz Deipnoszofisztai című művének, a 4. századi Pelagonius Geoponikájának és állatorvosi könyveinek, akárcsak Vegetius (400 k.) állatorvosi műveinek, Dioszkuridész gyógyszerészetének, a tralleiszi Alexandrosz (525-605), Aetiosz, Marcellus (4-5. sz.), Pszeudo-Theodorus, Priscianus orvosi könyveinek, továbbá az ún. pliniusi orvoslásnak, a varázspapiruszoknak. Az újkorban ezen összefüggések felbukkannak Agrippa von Nettesheim és Paracelsus nézeteiben.

## Lásd még
- Sympatheia
- lapidárium